# Oleszyce
Oleszyce – miasto w województwie podkarpackim, w powiecie lubaczowskim, położone na Płaskowyżu Tarnogrodzkim, nad rzeczką Przerwą, dopływem Lubaczówki.
Oleszyce leżą w historycznej ziemi bełskiej. Prywatne miasto szlacheckie lokowane w 1576 roku położone było w XVI wieku w województwie bełskim.
Siedziba gminy miejsko-wiejskiej Oleszyce. W latach 1975–1998 miasto administracyjnie należało do woj. przemyskiego. W Oleszycach działa zespół piłkarski i siatkarski „Czarni Oleszyce”.
Miasto jest siedzibą rzymskokatolickiej parafii Narodzenia Najświętszej Maryi Panny.

## Dane ogólne
Według danych GUS z 1 stycznia 2024 r. miasto liczyło 2816 mieszkańców, będąc 39. najludniejszym miastem w województwie.
Lokalny ośrodek handlowo-usługowy. Przez miasto przebiega linia kolejowa Lubaczów – Jarosław z przystankiem kolejowym Oleszyce i droga wojewódzka nr 865 Narol – Jarosław.

## Historia
W XV w. Oleszyce były własnością Kormanickich, która od imienia swego protoplasty przyjęła nazwisko Ramsz. W latach 1436–1437 właścicielem był Stanisław Ramsz, ze swoim bratem Nasiągniewem lub Nassagniewem, a w latach około 1450–1462 Ramsz i jego żona Jadwiga z Leliwitów. Kolejnym właścicielem był Jan Ramsz wraz ze swoją matką Heleną z Felsztyna. Od 30 sierpnia 1570 Oleszyce należały do Hieronima (Jarosza) Sieniawskiego, w tym czasie Oleszyce nazwane są Hieronimowem. Oleszyce rozwijały się w oparciu o rzemiosło i handel, odbywały się w nim targi i jarmarki. Prawa miejskie nadane osadzie w 1576 roku, przez ich właściciela Hieronima Sieniawskiego herbu Leliwa zostały potwierdzone 26 lutego 1578 w Warszawie, przez króla Stefana Batorego. Po śmierci Hieronima Sieniawskiego właścicielką została jego wdowa Jadwiga z Tarłów, a po niej ich syn Adam Hieronim Sieniawski (1576–1619). Potem Oleszyce przypadły córce Adama Mikołaja Sieniawskiego i Elżbiety Heleny Sieniawskiej z Lubomirskich Marii Zofii Sieniawskiej (1698–1771), żonie Stanisława Denhoffa, a potem Aleksandra Augusta Czartoryskiego (1697–1782), wojewody ruskiego. Z ręka wnuczki ks. Aleksandra – Zofii Czartoryskiej (1779–1837), dobra oleszyckie dostaje jej mąż Stanisław Kostka Zamoyski (1775–1856), a potem dziedziczką była jego córka Gryzelda Celestyna Zamoyska (1805–1883), która poślubiła Tytusa Działyńskiego.

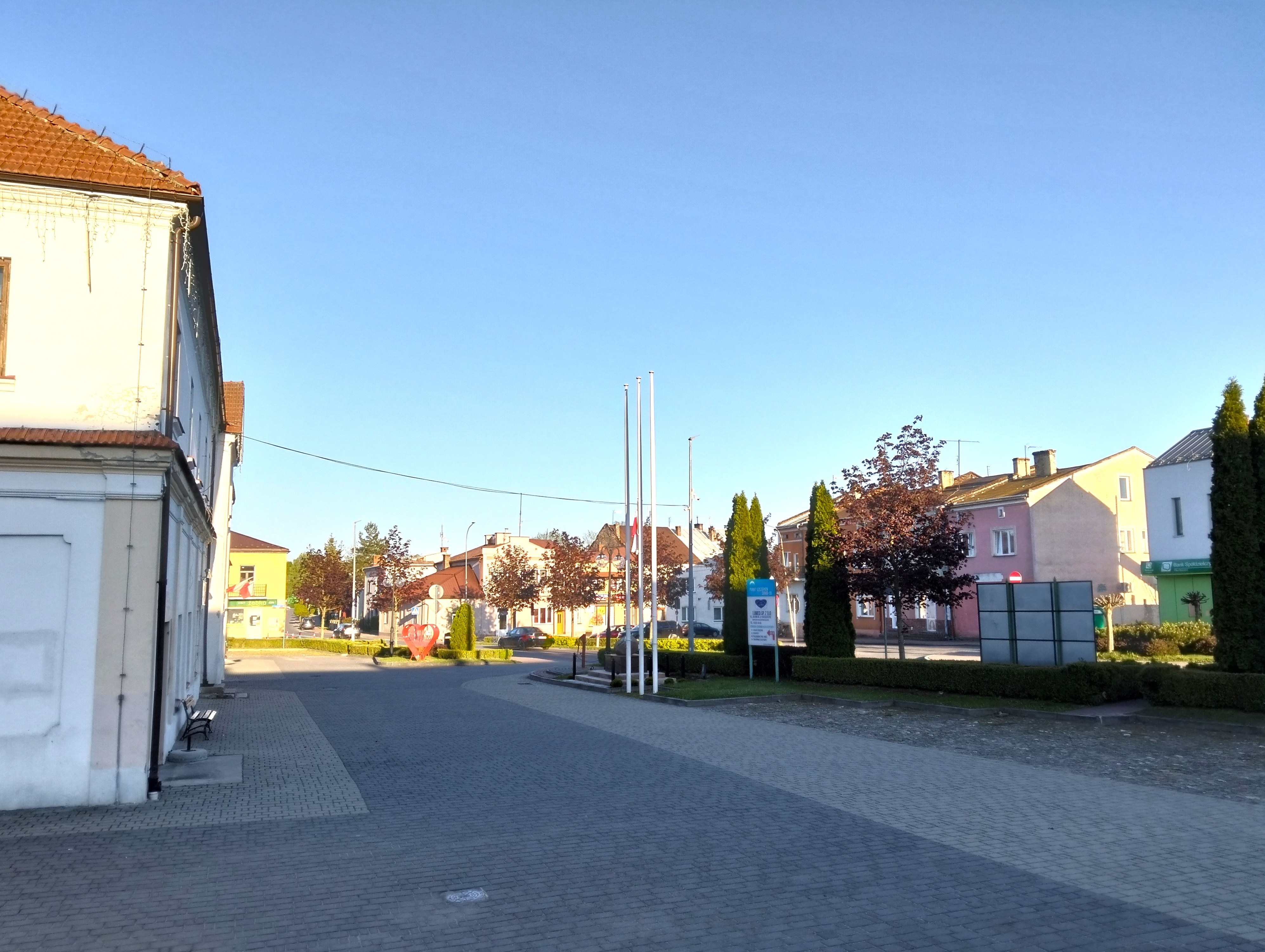
Fragment Rynku
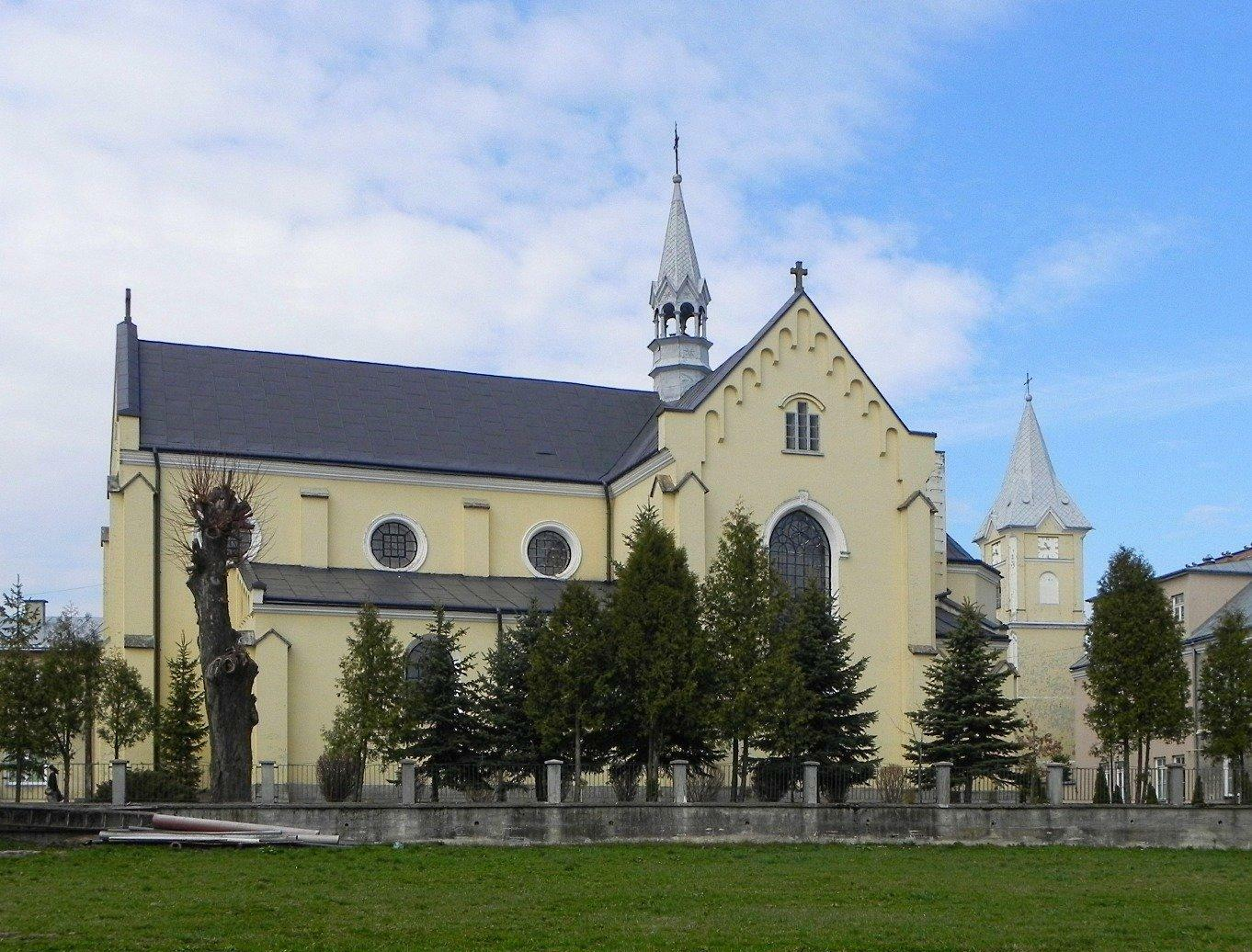
Kościół parafialny
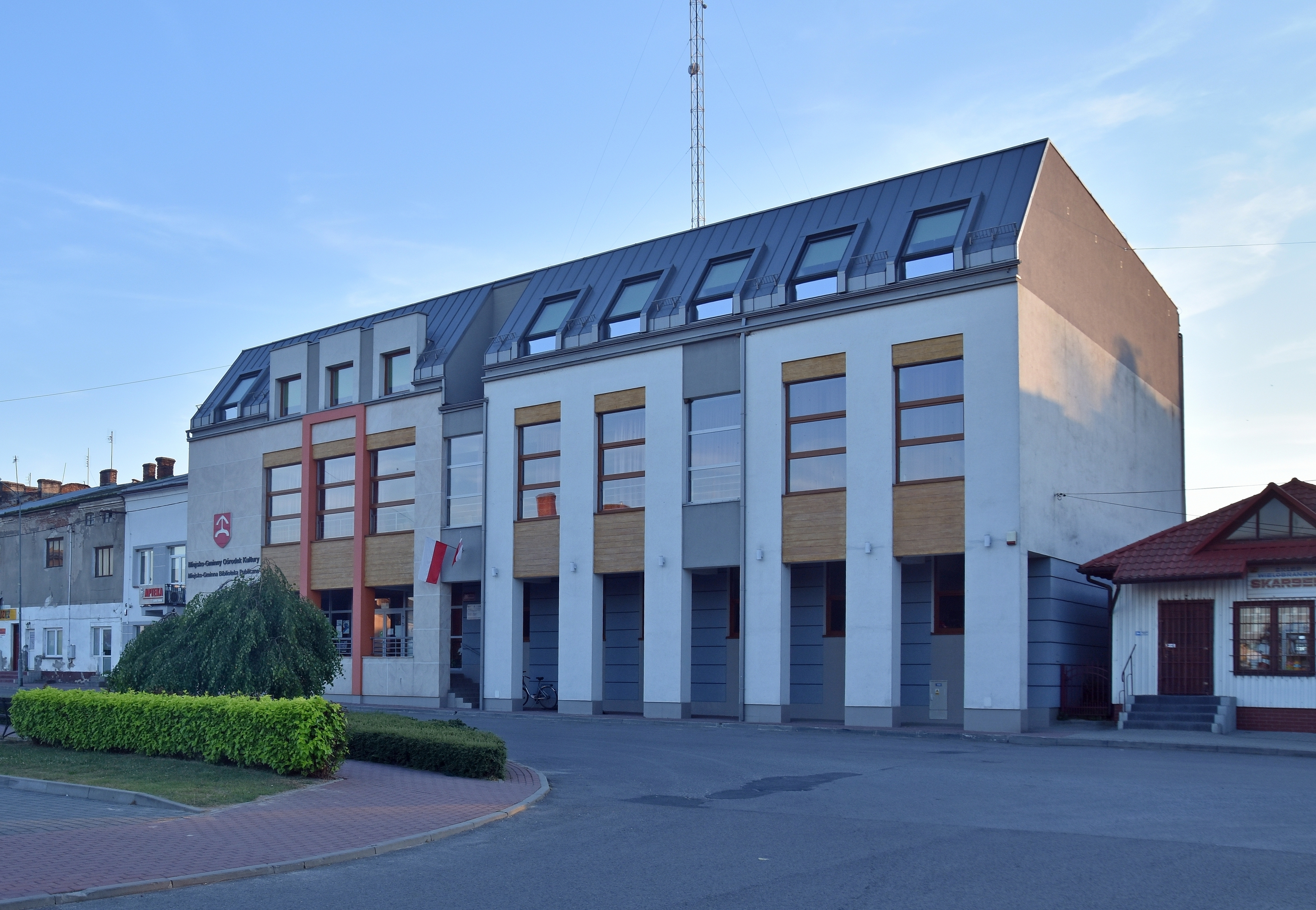
Miejsko-gminny ośrodek kultury
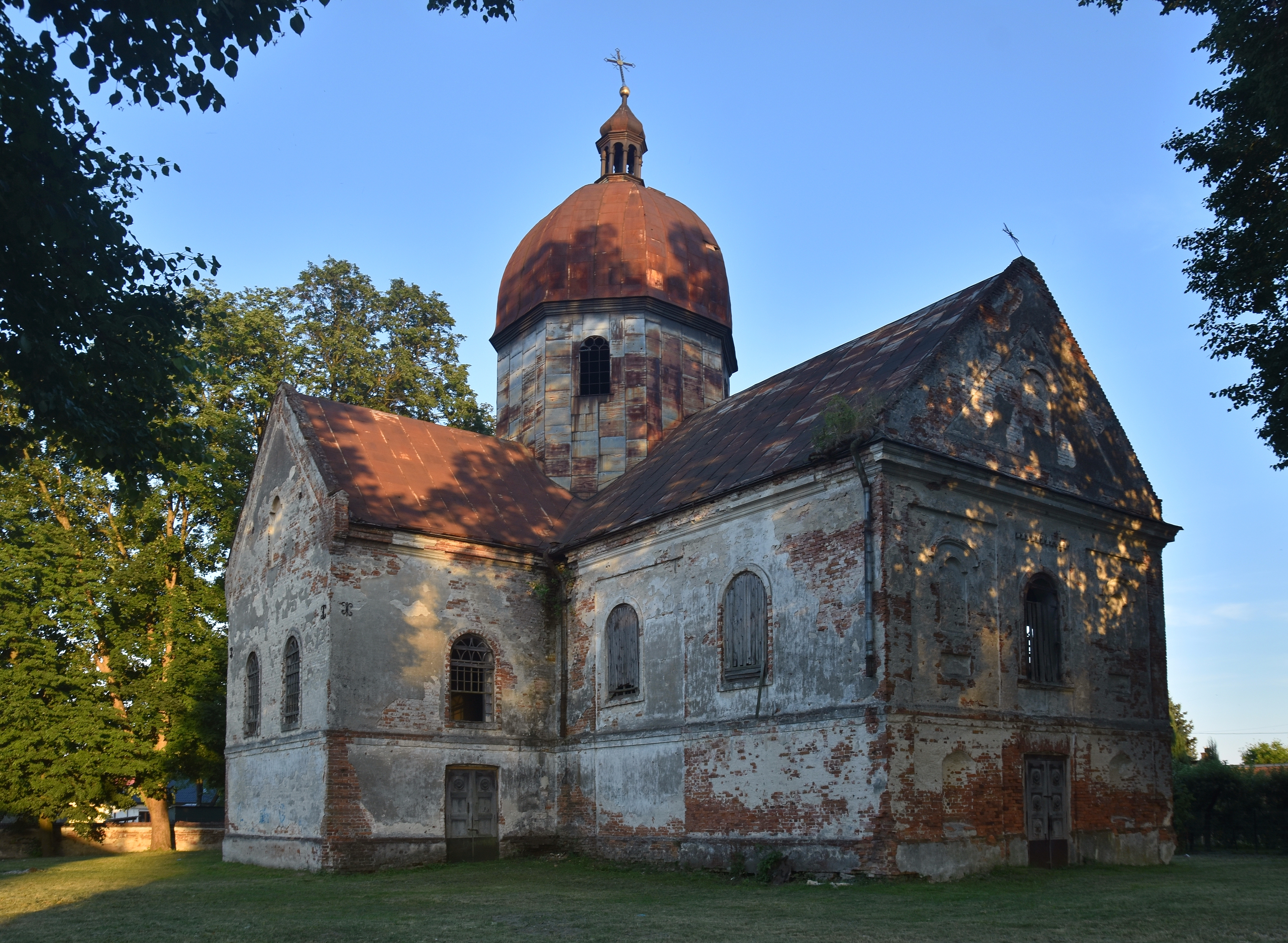
Cerkiew św. Onufrego

Po powstaniu listopadowym w 1831 r., w majątku żony (Gryzeldy Zamoyskich) w Oleszycach, mieszkał tu jeden z dowódców Tytus Działyński – ojciec Anny Potockiej i tu urodził się jej syn 29 kwietnia 1867 r. Jan Nepomucen Potocki herbu Pilawa.
W maju 1863 w pałacu urządzono lazaret dla kilkunastu rannych w bitwie pod Kobylanką. Pielęgnowaniem rannych zajmowała się księżna Jadwiga Sapieżyna.
W 1884 przez Oleszyce przeprowadzono linię kolejową. W 1901 miasto zniszczył wielki pożar, co poskutkowało utratą praw miejskich w 1915 r.
W II Rzeczypospolitej miejscowość w powiecie lubaczowskim województwa lwowskiego.
W 1939 r. 21 Dywizja Piechoty Górskiej stoczyła bój pod Oleszycami. Na mocy Traktatu o granicach i przyjaźni III Rzeszy z ZSRR Oleszyce znalazły się pod okupacją sowiecką. 22 czerwca 1941 roku straż graniczna NKWD spaliła więźniów przetrzymywanych w zamku.
W latach 1941–1943 Niemcy i wspierająca ich Ukraińska Policja Pomocnicza zgładzili tutaj ok. 1500 Żydów. Z kolei w latach 1943–1946 nacjonaliści ukraińscy z OUN-UPA zamordowali w mieście kilkunastu Polaków, w tym kilku żołnierzy WP broniących stacji kolejowej.
Oleszyce odzyskały prawa miejskie w 1989 roku.
W 1953 r. w Oleszycach został założony klub piłkarski Czarni Oleszyce. W sezonie 2022/2023 gra w klasie A, w  grupie Lubaczów.

## Demografia
Według danych z grudnia 2014 roku miasto miało 3236 mieszkańców.

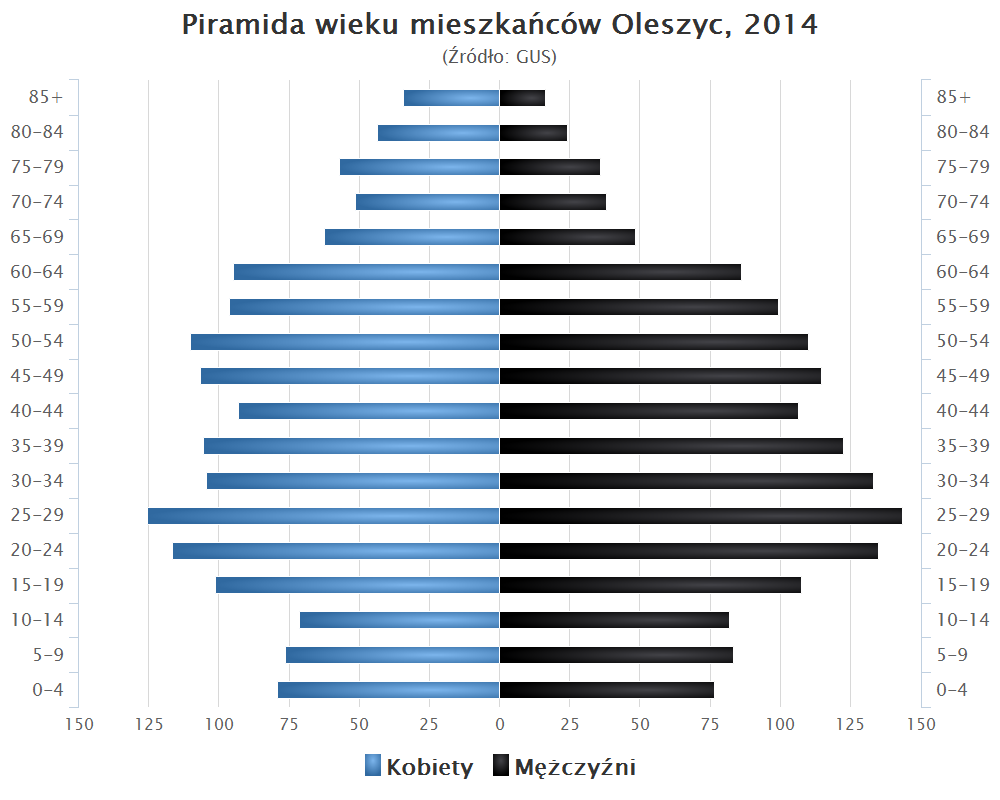
Piramida wieku mieszkańców Oleszyc w 2014 roku

## Zabytki
- Pozostałości zespołu pałacowego Sieniawskich – resztki parku, bastiony ziemne, ślady pałacu. Pierwotnie był tu dwór obronny Ramszów, wybudowany najprawdopodobniej ok. 1480 r., wspominany w dokumentach z XVI w. jako zameczek. W latach 60. XVII wieku w jego miejscu Mikołaj Hiernonim Sieniawski zbudował prostokątny dwór z narożnymi alkierzami i otoczony czterema bastionami[16]. Od wschodu przylegał regularnie zakomponowany geometryczny ogród[16]. W latach w latach 1713-1725 Elżbieta Sieniawska rozbudowała dwór w niewielki barokowy pałac, być może projektu Giovanniego Spazzio[16]. Następnie w latach 1741-1743 r. ściany pałacyku wymieniono z drewnianych na murowane z inicjatywy księcia Augusta Aleksandra Czartoryskiego zachowując jednak pierwotną formę z czasów Sieniawskiej[16]. W 2. połowie XIX wieku z inicjatywy ówczesnych właścicieli – książąt Sapiehów przeprowadzono remont pałacu[16]. Zniszczony podczas I Wojny Światowej. Odbudowany przez Sapiehów, został całkowicie zniszczony w pożarze 22 czerwca 1941 roku, w pierwszym dniu wojny niemiecko-radzieckiej[17]. Wypalone mury pałacu Sieniawskich rozebrano po zakończeniu wojny w 1945 r.[18][19]
- Czworoboczny ratusz z dziedzińcem i dwiema bramami, z 2. poł. XVII w., później rozbudowany.
- Kościół parafialny pw. Narodzenia NMP, pierwotnie renesansowy z XVI w., po późniejszych przebudowach – neoromański.
- Murowana cerkiew greckokatolicka pw. św. Onufrego z 1809 roku, od 1947 r. nieużytkowana.
- W okolicy miasta trzynaście schronów z tzw. Linii Mołotowa.

## Miasta partnerskie
- Lwów[20]
- Güssing